# Kore (woreda)
Pour les articles homonymes, voir Kore.
Kore est un woreda du centre-sud de l'Éthiopie, situé dans la zone Mirab Arsi de la région Oromia. Il a 103 734 habitants en 2007. Son chef-lieu s'appelle également Kore.

## Situation
Situé dans la zone Mirab Arsi, le woreda est limitrophe de la zone Arsi, dans la région Oromia.
|                  | Munesa | Limuna Bilbilo |
| Arsi Negele      | Kore   | Gedeb Asasa    |
| Shashemene Zuria | Kofele |                |

Son chef-lieu, Kore, est desservi par des routes secondaires à près de 2 800 m d'altitude.
Le nom de la localité peut s'écrire K'ore, Qore, K'Ore ou Qoree , voire Core sur différentes cartes.
Le woreda appartient au bassin versant du Chébéli[réf. souhaitée].

## Histoire
Kore fait partie au XXe siècle de l'awraja Chilalo de la province de l'Arsi.
À la réorganisation du pays en régions, Kore est inclus dans le woreda Kofele et la zone Arsi de la région Oromia.
Le woreda Kore se sépare de Kofele et rejoint la zone Mirab Arsi probablement en 2007.

## Population
D'après le recensement national réalisé en 2007 par l'Agence centrale de la statistique d'Éthiopie, le woreda Kore compte 103 734 habitants et 5 % de sa population est urbaine.
La plupart des habitants (87 %) sont musulmans, 9 % sont orthodoxes et 1 % sont catholiques.
Avec 5 393 habitants, Qore est la seule agglomération du woreda.
En 2022, la population du woreda est estimée à 148 670 personnes avec une densité de population de 296 personnes par km2 et 502 km2 de superficie.